# All Its Grace
All Its Grace ist eine im April 2004 als With All Its Grace gegründete Band aus Mainz, die eine Mischung aus Metalcore und modernem Melodic Death Metal mit Thrash-Metal- und Hardcore-Anleihen spielt.

## Geschichte
All Its Grace spielten zunächst Metalcore mit Hardcore-Anleihen. Durch die unterschiedlichen Vorlieben der einzelnen Mitglieder formten sie allerdings schnell ihre eigene Interpretation dieses Stils und erweiterten ihn um Elemente aus modernem Thrash- und Melodic Deathmetal.
Die Band ist hauptsächlich im Rhein-Main-Gebiet zusammen mit bekannteren Bands (wie Deadlock) oder lokalen Bands (wie Six Reasons to Kill) ähnlicher musikalischer Ausrichtung aktiv, spielte aber auch schon mit internationalen Größen, wie Ektomorf und Soilwork – 2008 auf dem Traffic Jam Open Air – und Sick of It All, Madball, Shai Hulud sowie den Emil Bulls beim Mair1 Festival, sowie Death by Stereo, Unearth oder Neaera zusammen.
Durch das bandeigene „Unleash Hardcore Shows“ Projekt versuchten sie, in ihrer (Wahl-)Heimat Mainz viel für die lokale Metal- und Hardcoreszene zu tun, indem zahllose kleine und größere Konzerte organisiert wurden.
Nach zwei Demos (Demo 2004 und Grant Us Solace, 2005) und ihrem Debütalbum (The Swarm of Decay, 19. Oktober 2007, auf European Label Group) erschien die bislang letzte Veröffentlichung (EP Moloch, 19. November 2010) über das Frankfurter Label Ampire Records. Für 2014 ist die Veröffentlichung eines zweiten Studioalbums geplant. 2015 erschien das bislang letzte Album Transience, welches auch auf Streamingplattformen verfügbar ist.
Einer der Gitarristen nennt in einem Interview Darkest Hour als einen Haupteinfluss.

## Diskografie
- 2004: Demo 2004 (Demo, Eigenproduktion)
- 2005: Grant Us Solace (Demo, Eigenproduktion)
- 2007: The Swarm of Decay (Album, European Label Group)
- 2010: Moloch (EP, Ampire Records)